# Mordella purpurascens
Mordella purpurascens é uma espécie de insetos coleópteros polífagos pertencente à família Mordellidae.
A autoridade científica da espécie é Apfelbeck, tendo sido descrita no ano de 1914.
Trata-se de uma espécie presente no território português.